# Pietro Antonio Falco
Pietro Antonio Falco (Venasca, 4 febbraio 1685 – Torino, 25 ottobre 1752) è stato un presbitero e inventore italiano.
La figura di Pietro Antonio Falco venne resa nota in Europa dalla relazione di viaggio di Johann Georg Keyßler (1689-1743) che visitando a Torino, nel 1730, la dimora del giovane principe Eugenio Giovanni Francesco di Savoia-Soissons (1714-1734) vide e descrisse, tra le altre cose, «una vettura con quattro ruote, che colui che siede al suo interno può muovere e far girare dove vuole senza l’ausilio di cavalli» grazie a un sistema di molle; la vettura, che era stata sperimentata con successo per le vie di Torino, era opera di certo «abbé Don Falco, che attualmente» aggiungeva Keyßler «lavora ad un’altra macchina per mezzo della quale egli pensa di poter volare nel cielo». Per molto tempo questa notizia del Keyßler fu messa fortemente in dubbio, così come dubbia fu la stessa esistenza dell’abbé Don Falco. Recenti ricerche hanno tuttavia consentito di far luce sull’identità storica di questo personaggio.

## Biografia
Pietro Antonio Falco nacque a Venasca, in Piemonte, il 4 febbraio 1685, ottavo ed ultimo figlio del medico Chiaffredo Falco e di sua moglie Margherita Giriodi. Dopo la morte del padre (1685) e della madre (1691) i beni della famiglia passarono al figlio primogenito, Giovanni Battista, che in breve tempo ne dilapidò la maggior parte. Pietro Antonio venne allora accolto dallo zio materno Paolo Antonio Giriodi e avviato al sacerdozio. Gli interessi del giovane dovettero condurlo presto a Torino, centro principale della cultura piemontese, dove compare in un atto notarile rogato il 16 agosto 1707.
Nel 1713, alla riapertura dell’Accademia Reale di Sua Maestà, meglio nota come Accademia Militare di Torino (istituto dedicato alla formazione militare dei giovani nobili fondato nel 1677 dalla reggente Giovanna Battista di Savoia-Nemours e poi chiuso a causa delle guerre in corso) Pietro Antonio Falco, ormai sacerdote, entrava nell’organico dei docenti come insegnante di geografia, ruolo nel quale fu attivo almeno fino al 1722.
Nello stesso anno 1713 il Falco era entrato a far parte dell’Accademia degli Incolti, nel cui Catalogo del 1717 compare come «Il Priore D. Pier’Antonio Falco di Venasca, Istorico, e Matematico dell’Accademia Reale di S. M., [detto] il Provido». Tra gli Incolti don Falco dovette rimanere almeno fino al 1717, data dopo la quale l’accademia cessò probabilmente di funzionare.
Da quel momento le notizie sul suo conto si fanno scarse, ad eccezione di quanto compare in alcuni atti notarili (1719, 1720, 1736, 1739), nei ruoli dell’Accademia Militare (1722) e nel resoconto del Keyßler (1729).
Il 19 agosto 1749 don Falco, nella sua abitazione torinese, redigeva un testamento dal quale appare trovarsi in condizioni economiche assai modeste.
In un successivo atto notarile datato 24 gennaio 1751 cedeva un proprio credito ad un negoziante savoiardo in cambio di una somma in contanti.
Poco meno di due anni dopo, il 25 ottobre del 1752, don Falco moriva a Torino all’età di 67 anni e veniva sepolto nella parrocchia dei SS. Giacomo e Filippo (oggi di S. Agostino).